# Terminator: The Sarah Connor Chronicles
Terminator: The Sarah Connor Chronicles (no Brasil intitulado de O Exterminador do Futuro: As Crônicas de Sarah Connor e em Portugal Terminator: As Crónicas de Sarah Connor) é uma série de televisão estadunidense de ficção científica criada por Josh Friedman, que estreou no dia 13 de janeiro de 2008 na FOX. A série é uma continuação da franquia que começou com o filme The Terminator e envolve a vida de Sarah Connor e seu filho John Connor depois dos eventos do segundo filme, Judgment Day. No Brasil, a série foi exibida na Warner Channel e no SBT. Em Portugal, a série foi emitida pela FOX:NEXT e pela RTP1.

## História

### História anterior
Até o fim do filme O Exterminador do Futuro 2: O Julgamento Final, Sarah, John e o exterminador T-800, que foi capturado e reprogamado após o primeiro filme conseguem destruir T-1000, o braço e o chip de computador do primeiro exterminador. Sarah e John vêem o T-101 descer até um lago de aço derretido, sacrificando-se numa tentativa de destruir todas as futuras tecnologias que poderiam ser usadas pela Skynet. Sarah e John agora estão sozinhos em um mundo muito perigoso e complicado. Fugindo da polícia, são confrontados com a realidade de mais inimigos, do presente e do futuro, que podem atacar a qualquer momento..

### Sinopse
Querendo respostas sobre a volta dos exterminadores em suas vidas, Sarah e John decidem parar de fugir e deter o criador da Skynet. Eles são auxiliados por Derek, tio de John, e Cameron, uma exterminadora que se passa por irmã de John, e que tem como missão protegê-lo. Entretanto, o agente James Ellison procura a família Connor com a convicção de que Sarah está louca. Com o desenrolar da trama, eles precisam evitar que a Skynet seja criada por Catherine Weaver, uma T-1001 infiltrada em uma empresa de alta tecnologia. Depois eles vem a descobrir que Weaver estava ajudando a criar ciborgues que irão ajudar John Connor, no futuro.

## Personagens

### Principais
| Nome             | Representado por | Informações |
| ---------------- | ---------------- | --- |
| Sarah Connor     | Lena Headey      | Personagem principal da série. Ela é a mãe de John Connor, o responsável por, no futuro, liderar a resistência humana. Foge das autoridades, pois ninguém acredita na história de exterminadores. |
| John Connor      | Thomas Dekker    | Filho de Sarah. No futuro será o líder da resistência humana. Tem apenas 16 anos de idade. |
| Cameron Phillips | Summer Glau      | Exterminadora enviada do ano de 2027 para ajudar John a evitar o Dia do Juízo da Skynet. Modelo TOK715, supostamente mais avançado que o representado por Arnold Schwarzenegger nos filmes, por ser capaz de imitar humanos de forma mais convincente: chorar e se alimentar e poder controlar outras maquinas. |
| James Ellisson   | Richard T. Jones | Agente do FBI encarregado de perseguir a família Connor. Acaba se envolvendo com o projeto Skynet sem saber que Catherine é uma exterminadora. |

### Secundários
| Nome             | Representado por                | Informações |
| ---------------- | ------------------------------- | --- |
| Cromartie        | Owain Yeoman e Garret Dillahunt | Exterminador enviado de volta para matar John. É similar ao modelo 101. Após encontrar sua cabeça, arrancada no primeiro episódio, ele exige ajuda de muitas pessoas para colocá-lo em perfeitas condições novamente. |
| John Henry       | Garret Dillahunt                | É uma inteligência artificial criado a partir do The Turk e com o corpo do Cromartie (que teve seu chip destruído por Sarah Connor na segunda temporada), está sob poder de Catherine Weaver e é ensinado por James Ellisson o valor da vida humana. Especula-se os objetivos de criá-lo, apesar de que Catherine Weaver considera que sem ele, John Connor não salvará a humanidade.                  |
| Catherine Weaver | Shirley Manson                  | É uma exterminadora T-1001, infiltra-se numa empresa de alta tecnologia para impedir a criação da Skynet a partir do The Turk, que cria John Henry, e contrata James Ellisson para ensinar a máquina a pensar como humanos. |
| Charley Dixon    | Dean Winters                    | Antigo noivo de Sarah. Morre na segunda temporada, ao ajudar John Connor a fugir. |
| Andy Goode       | Brendan Hines                   | Jovem universitário que, através da Cyberdyne, ajuda a criar um programa chamado The Turk, capaz de jogar xadrez como uma forma de inteligência artificial avançada. |
| Derek Reese      | Brian Austin Green              | É um agente da resistência humana mandado por John ao passado. É irmão de Kyle Reese e tio biológico de John. |
| Jesse            | Stephanie Jacobsen              | É uma ex-combatente da resistência e amante de Derek. Volta no tempo junto com Riley para aplicar um plano de fazer com que John se apaixonasse por Riley e, representando perigo a sobrevivência de John, fazer com que Cameron a matasse, com isso fazendo com que John Connor se volte contra ela. Jesse mata Riley na segunda temporada e, alguns episódios depois, é assassinada por Derek Reese. |
| Carter           | Brian Bloom                     | Exterminador responsável por armazenar grande quantidade de coltan, substância usada em endoesqueletos das máquinas. |
| Vick             | Matt McColm                     | Exterminador de modelo T-888 enviado de volta para matar todos os lutadores da resistência, incluindo Derek Reese. Cameron removeu sua CPU e incinerou o endoesqueleto. |

## Recepção da crítica
Em sua 1ª temporada, Terminator: The Sarah Connor  Chronicles teve recepção geralmente favorável por parte da crítica especializada. Com base de 24 avaliações profissionais, alcançou uma pontuação de 74% no Metacritic. Por votos dos usuários do site, atinge uma nota de 8.4, usada para avaliar a recepção do público.